# 3-Hydroxy-3-méthylglutaryl-coenzyme A

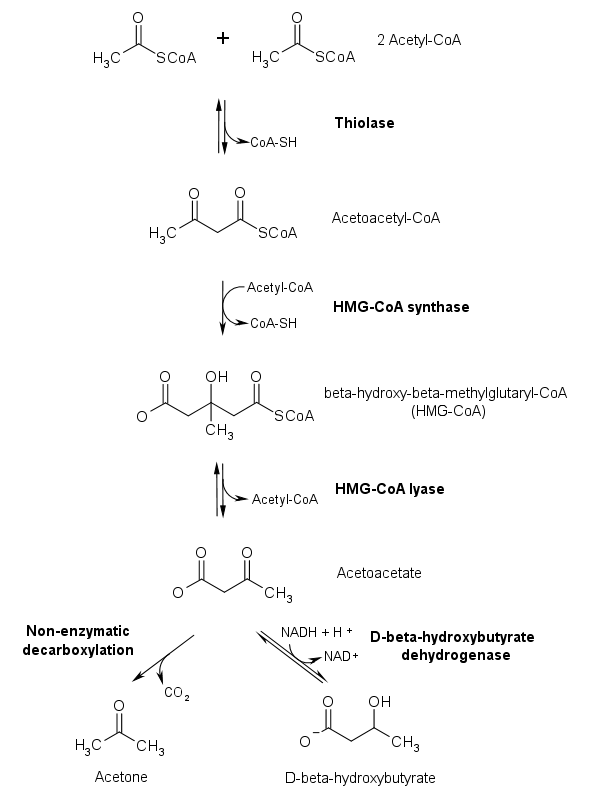
Réactions de la cétogenèse.

La 3-hydroxy-3-méthylglutaryl-coenzyme A, abrégée en HMG-CoA, est un thioester de la coenzyme A formé avec l'acide 3-hydroxy-3-méthylglutarique (méglutol). Il intervient dans le métabolisme de la leucine à partir de 3-méthylglutaconyl-coenzyme A, ainsi que dans la voie du mévalonate à partir d'acétyl-coenzyme A et d'acétoacétyl-coenzyme A par l'HMG-CoA synthase ; il est ensuite converti en acide mévalonique par l'HMG-CoA réductase.